# CFU-GEMM
CFU-GEMM és una unitat formadora de colònia que genera cèl·lules mieloides.
Les cèl·lules CFU-GEMM són cèl·lules progenitores multipotents.
«GEMM» representa «granulòcit, eritròcit, monòcit, megacariòcit».
CFU-GEMM dona origen a CFU-GM.